# 中野善達
中野 善達（なかの よしたつ、1934年2月 - 2009年1月2日）は、日本の教育学者。筑波大学名誉教授。障害児教育が専門。

## 来歴
東京生まれ。東京教育大学特殊教育学科卒、同大学院教育心理学修士課程修了、同助手、助教授、広島大学助教授、教授、大阪教育大学教授、筑波大学心身障害学系教授。定年退官、名誉教授、佐野国際情報短期大学教授。1994-97年日本特殊教育学会会長。2007年内閣総理大臣賞（障害児教育功労賞）受賞。九条の会会員。

## 共編著
- 『わが国特殊教育の成立』加藤康昭共著 東峰書房、1967
- 『児童福祉概説』編著 松矢勝宏等著 福村出版、1975
- 『障害児教育 理論と実際』編著 脇屋潤一等著 福村出版、1976
- 『日本障害児教育史』荒川勇,大井清吉共著 福村出版、1976
- 『手話への招待 聴覚障害者問題入門』伊東雋祐,松本晶行共編 福村出版、1977
- 『心身障害の教育と福祉』佐藤親雄共編集 日本図書文化協会、1977 最新心身障害教育・福祉講座
- 『手話を学ぼう 生活篇、社会篇、短文篇』伊東雋祐共著 福村出版、1979-82
- 『手話の考察』編 福村出版、1981
- 『聴覚障害児のことばの指導』松沢豪共著 福村出版、1982
- 『聴覚障害児の早期教育』編著 福村出版、1991
- 『障害をもつアメリカ人に関する法律 翻訳・原文・資料』藤田和弘、田島裕共編 湘南出版社、1991
- 『聴覚障害児の教育』斎藤佐和共編 福村出版、1996
- 『ノンバーバル検査法』田中教育研究所編 中村淳子共著、田研出版、1996
- 『小・中学生の手話教室』伊東雋祐共著 新谷貴美子イラスト 福村出版、1997
- 『老人・障害者の心理』守屋國光共編著 福村出版、1998
- 『社会参加と機会の平等』荒木兵一郎,定藤丈弘共著 有斐閣、1999 講座障害をもつ人の人権
- 『聴覚障害の心理』吉野公喜共編著、田研出版、1999
- 『手でおしゃべり 手話への招待』伊東雋祐,松本晶行共編著、福村出版、2002
- 『世界最初のろう学校創設者ド・レペ 手話による教育をめざして』赤津政之共著 明石書店 明石ライブラリー、2005
- 『障害者教育・福祉の先駆者たち』編著 麗澤大学出版会、2006
- 『聴覚障害教育の基本と実際』根本匡文共編著 田研出版、2006
- 『要支援児教育文献選集』全21巻 編 クレス出版、2007－09

### 翻訳
- W.M.クリュックシャンク『脳障害児の心理と教育』伊藤隆二共訳編 誠信書房、1974
- レスター・ターノポール編『学習障害児の心理と指導』小出進,堅田明義共訳編 日本文化科学社、1976
- レオ・カナー『精神薄弱の教育と福祉の歩み』大井清吉,津曲裕次共訳 福村出版、1976
- ローウェル、ストーナー著、ジョン・トレーシー・クリニック編『母と子の聞こえの教室』福村出版、1976
- ジョン・トレーシー・クリニック編『母と子のことばの教室』今井秀雄共監訳 藤浦ひとみ,中村公枝,菅井邦明訳 聴覚障害者教育福祉協会、1977
- ウィリアム・ボイド『感覚教育の系譜 ロックからモンテッソーリへ』共訳 日本文化科学社、1979
- ハーラン・レイン『アヴェロンの野生児研究』訳編 福村出版、1980
- W.M.クリュックシャンク『学習障害児の心理と教育』伊藤隆二共訳編 誠信書房、1980
- ゲルダ・ティーメ『自閉の扉をひらく わが子ダークとの16年』柚木馥共訳 福村出版、1980
- エドアール・セガン『知能障害児の教育』福村出版、1980
- H.G.ファース『言語なき思考』訳編 福村出版、1982
- アルフレッド・ビネー, Th.シモン『知能の発達と評価 知能検査の誕生』大沢正子共訳 福村出版、1982
- ピエール・オレロン『言語と知的発達』斎藤佐和共訳 福村出版、1983
- C.マクリーン『ウルフ・チャイルド カマラとアマラの物語』訳編 福村出版、1984
- RNID編『聴覚障害児の教育 コミュニケーションの方法』訳編 湘南出版社、1984
- ヴィルヘルム・ヴント『身振り語の心理』監訳 福村出版、1985
- K.P.メドウ『聴覚障害児の発達』訳編 湘南出版社、1986
- ファース『聴覚障害児の学習 心理・社会的アプローチ』板橋安人共訳編 湘南出版社、1987
- ダニエル・リング編『聴覚障害児の早期口話教育』訳編 湘南出版社、1988
- ベッテルハイム『情緒的な死と再生 情緒障害児のリハビリテーション』訳編 生和秀敏、船津守久、児玉憲一ほか訳、福村出版、1989
- ユネスコ『障害児教育用語辞典 英・仏・西・露・(独)-日』改訂版、訳編 湘南出版社、1990
- 『新しい聴覚障害教育をめざして アメリカ政府委員会報告』根本匡文共訳編、湘南出版社、1992
- M.E.タルボット『エドゥアール・セガンの教育学 精神遅滞児教育の理論』清水知子共訳 福村出版、1994
- ダニエル・リング編著『聴覚障害児の早期トータル・コミュニケーション』都築繁幸共訳編、東峰書房、1994
- D.M.マーテンズ,J.A.マクローリン『障害児教育の研究法』佐藤至英共編訳、田研出版、1995
- E.ヘランダー『偏見と尊厳 地域社会に根ざしたリハビリテーション入門』編訳、田研出版、1996
- デル・オルト,マリネリ編『障害とリハビリテーション大事典』監訳、湘南出版社、2000
- キャロル・ターキントン,アレン・E.サスマン『聾・聴覚障害百科事典』監訳、明石書店、2002
- ペール・エリクソン『聾の人びとの歴史』松藤みどり共訳、明石書店、2003
- 世界保健機関編『世界の精神保健 精神障害、行動障害への新しい理解』監訳、明石書店、2004
- キム・E.ニールセン『ヘレン・ケラーの急進的な生活 「奇跡の人」神話と社会主義運動』明石書店 明石ライブラリー、2005